# Липском (Алабама)
Липском (енгл. Lipscomb) град је у америчкој савезној држави Алабама. По попису становништва из 2010. у њему је живело 2.210 становника.

## Демографија
Према попису становништва из 2010. у граду је живело 2.210 становника, што је 248 (10,1%) становника мање него 2000. године.
| Група             | 2000.         | 2010.         |
| Белци             | 774 (31,5%)   | 404 (18,3%)   |
| Афроамериканци    | 1.612 (65,6%) | 1.347 (61,0%) |
| Азијати           | 1 (0,0%)      | 1 (0,0%)      |
| Хиспаноамериканци | 55 (2,2%)     | 436 (19,7%)   |
| Укупно            | 2.458         | 2.210         |